# Battlefield 2
Battlefield 2 er et computerspil i Battlefield-serien og af typen first-person shooter. Konceptet er det samme som ved de tidligere spil, men det foregår i nutiden (2005) med moderne våben, fly og køretøjer. Scenarierne i spillet er USA's invasion af mellemøsten og Kina. 
Spillet er igen udviklet af svenske Digital Illusions og distribueret af amerikanske Electronic Arts den 23. juni 2005 i Europa.
Inde i gameplayet er der mulighed for at kommunikere gennem nogle i forvejen indlagte standard kommandoer og gennem direkte tale i mikrofon. 

## Point system
Alle spillere har en bestemt rang og for at tilegne sig en højere rang skal man tjene points. Nedenfor ses det hvad man får points for.

### Medaljer
Der findes 19 forskellige medaljer, man kan optjene for forskellige ting. Nogle af disse medaljer er ekstremt svære at optjene, og ses sjældent, mens andre er lettere at få. Der er en medalje man ikke ønsker at få: "Purple Heart" den gives til soldater der ofte bliver dræbt uden at dræbe andre. 
Derudover findes der 20 forskellige badges der knytter sig til forskellige våben, det kan være sprængstoffer, knive, helikoptere, køretøjer osv. De findes alle i tre forskellige trin der viser hvor god man er. Det første er Basic (hvilket er meget let at få) det andet er Veteran og det tredje Expert (kræver at man har spillet ekstremt lang tid med det enkelte våben)

## Soldat typer
Man kan vælge 7 forskellige soldater/classes typer:
- Special styrke (maskinpistol/karabin og plasticsprængstof)
- Finskytte (riffel og selvudløsende mine)
- Normal soldat (automatriffel, røggranat og granatkaster)
- Støtte soldat (stort maskingevær og ammunition der kan gives til andre spillere)
- Ingeniør (Shotgun, skruenøgle der kan reparere køretøjer, miner)
- Samarit (automatriffel/karabin, medicin til at give andre spillere og genoplivnings udstyr)
- Panserværns soldat (maskinpistol og panserværns raket)

Alle soldater er udstyret med en kniv, en 9mm pistol (finskytter og specialstyrkernes er med lyddæmper) og håndgranater (Normal soldat og panserværns soldat har ikke håndgranater). De forskellige hovedvåben soldaterne bærer, varierer fra land til land. 
Til hvert våbenkit er der mulighed for at unlocke yderligere to våben. Retten til disse unlocks, får man i forbindelse med at man bliver forfremmet. Disse unlocks er mulige at få, lige meget hvilket land man kæmper for.

## Fodnoter
| computerspil | Spire Denne computerspilsrelaterede artikel er en spire som bør udbygges. Du er velkommen til at hjælpe Wikipedia ved at udvide den. |